# Rovira de Sant Amanç
La Rovira de Sant Amanç és un bosc de roures del Moianès situat a cavall dels termes municipals de Calders i de Monistrol de Calders.
Està situada al nord del sector occidental del terme, i al nord-est del terme calderí, És a llevant de la masia de Sant Amanç, al capdamunt de la Serra de la Malesa i al nord-oest de la Païssa.